# Glenwood (Arkansas)
Glenwood es una ciudad situada en los condados de Pike y Montgomery, Arkansas, Estados Unidos. Según el censo de 2000 la población era de 1.751 habitantes.

## Geografía
Glenwood se localiza en 34°19′41″N 93°32′54″O / 34.32806, -93.54833. De acuerdo a la Oficina del Censo de los Estados Unidos, la ciudad tiene un área total de 7,2 km², de los cuales el 100% es tierra.

## Demografía
Según el censo de 2000,  había 1.751 personas, 696 hogares y 446 familias en la ciudad. La densidad de población era 243,2 hab/km². Había 772 viviendas para una densidad promedio de 107,2 por kilómetro cuadrado. De la población, 88,18% eran blancos, 1,03% afroamericanos, 1,03% amerindios, 0,17% asiáticos, 8,79% de otras razas y 0,80% de dos o más razas. El 11,31% de la población eran hispanos o latinos de cualquier raza.
Se contaron 696 hogares, de los cuales 29,3% tenían niños menores de 18 años, 47,0% eran parejas casadas viviendo juntos, 12,8% tenían una mujer como cabeza del hogar sin marido presente y 35,9% eran hogares no familiares. 32,3% de los hogares eran un solo miembro y 18,2% tenían alguien mayor de 65 años viviendo solo. El número promedio de personas por hogar era de 2,37, mientras que el tamaño medio de la familia alcanzaba los 2,97 integrantes.
En la ciudad la población está distribuida en 23,3% menores de 18 años, 10,0% entre 18 y 24, 22,0% entre 25 y 44, 20,0% entre 45 y 64 y 24,7% tenían 65 o más años. La edad media fue 41 años. Por cada 100 mujeres había 85,5 varones. Por cada 100 mujeres mayores de 18 años había 81,7 varones.
El ingreso medio para un hogar en la ciudad fue de $24.740 y el ingreso medio para una familia $32.829. Los hombres tuvieron un ingreso promedio de $26.528 contra $16.354 de las mujeres. El ingreso per cápita de la ciudad fue de $14.137. Cerca de 17,2% de las familias y 22,1% de la población estaban por debajo de la línea de pobreza, 28,3% de los cuales eran menores de 18 años y 19,6% mayores de 65.